# Джордж Сміт
Джордж Е́лвуд Сміт (англ. George Elwood Smith; 5 травня 1930, Нью-Йорк — 28 травня 2025, Барнегат Тауншип, Нью-Джерсі) — американський фізик, лауреат Нобелівської премії з фізики за 2009 рік спільно з Чарльзом Као та Віллардом Бойлом з формулюванням «за розробку оптичних напівпровідникових сенсорів — ПЗЗ-матриць».

## Біографія
Науковець народився в місті Вайт-Плейнс, штат Нью-Йорк. Сміт служив у військово-морських силах США, здобув ступінь бакалавра в Пенсільванському університеті в 1955 році й докторський ступінь у Чиказькому університеті в 1959 році з дисертацією, що складалася лише з трьох сторінок. Працював у Лабораторії Белла в Муррей-Гілл, Нью-Джерсі з 1959 до виходу на пенсію у 1986 році, де він вів дослідження нових лазерів і напівпровідникових приладів. За час своєї роботи, Сміт отримав значну кількість патентів.
У 1969 році спільно з Уіллардом Бойл розробив новий тип приладів — ПЗС, за що вони спільно отримали медаль Стюарта Беллентайна Інституту Франкліна в 1973 році, премію Морріса Лібмана Інституту інженерів електротехніки та електроніки в 1974 році, Медаль прогресу (Фотографічне суспільство Америки) к 1986 році, C&C Prize у 1999 році, премію Чарлза Старка Дрейпера у 2006 році, і Нобелівську премію з фізики у 2009 році. У 2015 році отримав індивідуальну Медаль прогресу від Королівського фотографічного товариства.